# Тушита
Небеса Ту́шита (санскр. तुषित, IAST: tuṣita, пали : Tusita — «радостные», «утешенные»; [жизнерадостные]) — в буддийской космологии четвёртое из шести местопребываний (дэвало́к) богов-дэвов, внизу находятся небеса Ямы, а выше — небеса Нирманарати. На небесах Тушита пребывают боги состояния блаженства («тушиты»), этот мир называют миром жизнерадостных дэвов. Упоминается в махаянской сутре Аштасахасрика.
Тушита относится к сфере чувственного. Как и другие небеса, Тушиту можно достичь в состоянии медитации, небеса Тушита отражают определённое состояние сознания, характеризующееся беззаботностью и жизнерадостностью.

## Обитатели (тушиты)
Индийская позднейшая мифология в этом классе второстепенных божеств обычно насчитывает их 32, но в некоторых источниках число уменьшается до 12 и отождествляется с 12-ю светлыми Адитья. По Ваю-пуране, тушиты были детьми одного из праджапати по имени Крату.
Тушиты — понятие собирательное: благочестивые приношения верующих (возлияния сомы и т. д.) совершаются по адресу всех тушит сообща.
Мифологическая хронология индусов относит тушит ко второй манвантаре.

## Оттуда приходит на Землю бодхисаттва
В мире Тушита рождается бодхисаттва, перед тем как спуститься в мир людей:
- несколько тысяч лет назад бодхисаттвой этого мира был Шветакету (пали : Setaketu, «Белый стяг»), который родился на Земле под именем Сиддхартха и стал Буддой Шакьямуни;
- после этого главой Тушиты стал Натха (или Натхадэва — то есть «защитник»), который родится на Земле как «Аджита» (санскр.: «Непобедимый») и станет Буддой Майтрея (санскр.: «Любящий»; пали : Metteyya).

В литературе небеса Тушита ассоциируются в первую очередь с Майтреей, и многие буддисты хотят возродиться на этих небесах, чтобы услышать учение бодхисаттвы, а потом найти с ним вместе перерождение, чтобы стать Буддой.

## Сравнение с миром Сукхавати
Небеса Тушита напоминают рай Чистой Земли будды Амитабхи — Сукхавати. Однако Тушита — лишь одно небо среди многих небес одного мира, в который входит и Земля, в то время как Сукхавати — это цельный мир, очень удалённый от Земли. Поэтому обеты Амитабхи (изложены в Амитабха-сутре и в Сутре бесконечной жизни) более всесторонни и широки, чем обеты Майтреи.